# Tetramethylammoniumhydroxid
Tetramethylammoniumhydroxid (TMAH) ist eine quartäre Ammoniumverbindung mit der Konstitutionsformel [N(CH3)4]OH, ionisch [N(CH3)4]+OH−.

## Eigenschaften

### Chemische Eigenschaften
TMAH ist eine starke Base. Beim Erhitzen von TMAH erfolgt Zersetzung in Trimethylamin und Methanol.

## Verwendung
- In der Halbleiterfertigung beim anisotropen Nassätzen von Silicium
- Als Lösungsmittel beim Entwickeln von sauren Fotolacken
- Zur Verhinderung des Zusammenballens der Nanopartikel in einem Ferrofluid
- Als Derivatisierungsreagenz (Bildung von Methyl-Derivaten) in der chemischen Analytik
- Als Templat bei der Herstellung von synthetischen Zeolithen

## Sicherheitshinweise
TMAH führt zu starker Reizung bis hin zu Verätzung der Augen, der Atemwege, der Lunge sowie der Haut.
Das Tetramethylammonium-Kation (TMA) kann Nerven und Muskeln schädigen, was innerhalb von kürzester Zeit zu Atemlähmungen und schließlich zum Tod führen kann.